# Plaški
Plaški falu és község Horvátországban, Károlyváros megyében.

## Fekvése
Károlyvárostól 50 km-re délnyugatra, Ogulintól 27 km-re délkeletre a Plaški-mezőn a 42-es számú főút mentén fekszik. Közigazgatásilag Janja Gora, Jezero, Lapat, Latin, Međeđak, Kunić és Pothum Plaščanski települések tartoznak hozzá.

## Története
A rómaiak i. e. 35 és 33 között a tengerpart irányából hódították meg ezt a vidéket és Illyricum provincia részévé tették. A római kétségtelen jelenlétéről tanúskodnak az itt talált római pénzek. A település nevének korábbi formái „Plas, Plasy, Plazy” voltak az ősi horvát oklevelekben, mely eredeti értelmében sík termékeny földet jelölt. Első írásos említése 1163-ban történt a spliti püspökség oklevelében. Plébániáját 1185-ben a korbáviai püspökség oklevelében említik először, melyhez akkor tartozott. Plazy megye (comitatus Plazy) 1193-ig különleges közigazgatási terület volt, ekkor azonban Modrus megye része lett és III. Béla adományaként a vegliai Frangepán család uralma alá került. Az ősi plaški Frangepán vár a Plaška glava lábánál épült a 12. század végén, vagy a 13. század elején. A Frangepánok nevében az uradalmat familiárisaik a Zebićek igazgatták, akiknek nevét Plaški egyik településrésze őrizte meg. 1493. szeptember 9-én a Hadum Jakub boszniai szandzsákbég serege a korbáviai csatában nagy vereséget mért Derencsényi Imre horvát bán rosszul felfegyverzett, főként felkelőkből álló horvát seregére. A csatában számos horvát nemes között maga Derencsényi is elesett. A csata után a törökök Plaški vidékét is teljesen elpusztították és Modrushoz hasonlóan puszta maradt. Frangepán Bernát gróf 1500-ban kelt oklevelében Plaški várát az uralma alá tartozó török elleni végvárként említi. A katonai határőrvidék megszervezése után a 16. században Ogulin igazgatása alá került. A haditanács Grazban hozott döntése alapján Plaški környékére is pravoszláv szerb lakosságot telepítettek. A szerbek több hullámban 1609-ben, 1639-ben és 1666-ban a török által elfoglalt területekről települtek erre a vidékre. A vlach jog alapján kiváltságaikért cserében katonai szolgálattal tartoztak.
1663-ban építették azt a védőtornyot, mely körül a későbbi település kialakult. A 18. század közepétől az ogulini gyalogezred egyik egysége állomásozott itt. A felső-károlyvárosi görögkeleti püspökséget 1711-ben alapították. Első székhelye az Ogulin melletti Gomirje kolostora volt, majd 1721-től 1941-ig kétszázhúsz éven át Plaški volt a központja. Az első pravoszláv plébániát 1700 körül hozták itt létre és a pravoszláv egyházközség a mai napig is működik. A Legszentebb Istenanya Bemutatása tiszteletére szentelt székesegyházukat Danilo Jakšić püspök építtette 1756 és 1763 között. A püspöki palota 1784-ben épült. Az épületet a II. világháború alatt az usztasák felgyújtották és a kommunista hatóságok csak az 1970-es évek végén engedélyezték újjáépítését.
A Páduai Szent Antalról elnevezett katolikus egyházközséget 1769-ben alapították, azonban a hívek csekély száma miatt a saborskoi plébános irányítása alá tartozott. A Szent Anna templomot 1807-ben építették, 1835 körül Páduai Szent Antal tiszteletére szentelték újra és ma is ez a település katolikus plébániatemploma. 1744-ben ortodox egyházi iskola nyílt a településen, 1773-ban pedig egyházi bíróság alakult. 1881-ben a határőrvidék megszüntetésével megszűnt a katonai közigazgatás és területét a polgári közigazgatásba integrálták. Plaški Modrus-Fiume vármegye Ogulini járásának egyik községe lett és egészen az Osztrák-Magyar Monarchia felosztásáig oda tartozott. A falunak 1857-ben 554, 1910-ben 614 lakosa volt.
1918. október 23-án kikiáltották az egységes délszláv államot, mely hivatalosan december 1-jén jött létre. A II. világháború különösen sok szenvedést hozott a település lakóira. A német támogatással létrejött horvát állam hadserege és szabadcsapatai megkezdték a zsidó, roma és a partizánokat támogató szerb lakosság haláltáborokba gyűjtését, sokakat meggyilkoltak. 1941. június 17-én innen hurcolták el Sava Trlajić felső-károlyvárosi pravoszláv püspököt a gospići gyűjtőtáborba, majd a Velebit hegységbe ahol kétezer szerb hívével együtt 1941 augusztusában meggyilkolták. Traljićot 1998-ban a pravoszláv egyház szentté avatta. Plaški területén több partizánegység is tevékenykedett, akik nevüket azokról a helyekről kapták, ahol fészkeik voltak. 1943. április 6-án Plaškiból kivonultak az olasz megszálló csapatok. Október 12. és 15. között a kultúrház épületében tartotta második, történelmi ülését az országos antifasiszta tanács, amelyen az ismert költő Vladimir Nazor elnökölt. Ezen határozatot fogadtak el Dalmácia, Isztria és Zára városának 1920-ban, 1924-ben és 1941-ben tett igazságtalan elvétele ügyében. Ennek a horvát történelem szempontjából fontos eseménynek az emlékművét az 1990-es években a szerbek lerombolták. 1944. január 1-jén az addigi kisebb partizán csoportokból szervezett plaški partizánegység elfoglalta a települést. A délszláv háború idején a település az önkényesen kikiáltott krajinai szerb köztársaság része volt. A horvát csapatok 1995. augusztus 5-én a Vihar hadművelet során szabadították fel. A szerb lakosság nagy része elmenekült. Az üresen maradt házakba Banja Luka és Északnyugat-Bosznia területéről érkezett horvátok költöztek. Később sokan továbbálltak, mások a nagy munkanélküliség ellenére itt maradtak és ma is itt élnek. Az utóbbi időben sok szerb őslakos is visszatért. Újra működik a pravoszláv egyházközség és 1999-óta újra van ortodox papja is a településnek. A 2004/2005-ös tanévtől megindult az alapiskolai tanítás és a pravoszláv hitoktatás. Plaškiban ma öt kávézó, négy élelmiszerbolt, két kínai üzlet, könyvtár és olvasóterem, pravoszláv és római katolikus plébánia, labdarúgóklub, alapiskola működik. 2011-ben a falunak 832, községnek összesen 3702 lakosa volt.

## Lakosság
| Lakosság változása | Lakosság változása | Lakosság változása | Lakosság változása | Lakosság változása | Lakosság változása | Lakosság változása | Lakosság változása | Lakosság változása | Lakosság változása | Lakosság változása | Lakosság változása | Lakosság változása | Lakosság változása | Lakosság változása | Lakosság változása |
| ------------------ | ------------------ | ------------------ | ------------------ | ------------------ | ------------------ | ------------------ | ------------------ | ------------------ | ------------------ | ------------------ | ------------------ | ------------------ | ------------------ | ------------------ | ------------------ |
| 1857               | 1869               | 1880               | 1890               | 1900               | 1910               | 1921               | 1931               | 1948               | 1953               | 1961               | 1971               | 1981               | 1991               | 2001               | 2011               |
| 554                | 546                | 694                | 691                | 669                | 614                | 719                | 762                | 675                | 832                | 858                | 881                | 993                | 1116               | 993                | 832                |

## Nevezetességei
- A Legszentebb Istenanya Bemutatása tiszteletére szentelt székesegyházat[4] 1756 és 1763 között építették. 1906-ban Janko Holic zágrábi építész tervei szerint orosz stílusban újították meg, ekkor nyerte el mai formáját. Barokk szentélyét 1733-ban építették, ikonosztázát 1907-ben festette Ivan Tišov horvát festőművész. 1721-től 1941-ig kétszázhúsz éven át volt ortodox püspökség székhelye. A templom mellett korábban barokk-klasszicista stílusú püspöki palota állt, mely a 18. század végén épült Josip Stiller károlyvárosi építész tervei szerint.

- Szent Anna tiszteletére szentelt római katolikus plébániatemploma 1807-ben épült. A II. világháború idején leégett, de 1968-ban újjáépítették. A délszláv háború idején szerb szabadcsapatok fegyverraktárnak használták. A háború után a betelepülő horvátok megtisztították és megújították. A templom négyszög alaprajzú sokszögletes szentélyzáródással. Berendezése egyszerű.

- A településen kívül az erdős Plaška glava nevű magaslaton találhatók Plaški középkori várának maradványai.[5] A várat a Frangepánok építették a 14. század közepén. A várat 1401-ben említik először. A törökök 1592-ben rombolták le és azóta pusztul. A lelőhelyen vár hengeres tornyának és védőfalainak maradványai találhatók.

- A plaški iskola épülete[6] a település központjában található. Tizenegy ablaktengely hosszúságú főhomlokzata délkelet felé, a Katarina Zrinska tér felé néz. Az épület szabályos U alaprajzú, hosszú kétszintes utcai szárnnyal, és két rövidebb udvari szárnnyal. Minden homlokzat rusztikus kialakítású, egyszerű téglalap alakú ablakokkal. Az épület a 19. század végén épült, miután a zágrábi főparancsnokság kiadott egy új iskolai szabályzatot, amely szerint a krajinai iskolarendszert megreformálták. A szóban forgó épület a kilencvenes évekig iskolaként szolgált.